# Lasiurus ebenus
Lasiurus ebenus är en fladdermus i familjen läderlappar.
Fladdermusen har svartaktig päls på ovansidan. Den hittades i Brasiliens skog nära Atlanten invid ett vattendrag. Holotypen var med svans 115 mm lång, svanslängden var 58 mm, underarmlängden var 45,7 mm och bakfötterna var 8 mm långa.
Arten är bara känd från en mindre region i delstaten São Paulo i södra Brasilien. Fram till slutet av 1990-talet hittades bara en enda individ. Antagligen har arten samma levnadssätt som andra släktmedlemmar. IUCN listar Lasiurus ebenus med kunskapsbrist (DD).